# 正木馨
正木 馨（まさき かおる、1930年8月4日 - ）は、日本の厚生官僚。社会保険庁長官などを務めた。広島県出身。

## 略歴
- 1954年 - 東京大学法学部卒業後、厚生省に入省
- 1970年1月16日 - 内閣法制局参事官（第一部）
- 1974年11月15日 - 厚生省保険局企画課長
- 1977年8月23日 - 社会保険庁長官官房総務課長
- 1979年7月6日 - 厚生省大臣官房参事官
- 1980年4月5日 - 厚生省大臣官房審議官
- 1980年5月27日 - 社会保険庁長官官房審議官
- 1981年8月26日 - 厚生省大臣官房総務審議官
- 1982年8月27日 - 厚生省児童家庭局長
- 1983年8月26日 - 厚生省薬務局長
- 1984年8月28日 - 厚生省社会局長
- 1985年8月27日 - 社会保険庁長官
- 1986年6月13日 - 退官

## 官僚時代の不祥事
- 社会保険庁長官時代の1985年9月に年金手書き台帳を破棄するように命じた。
- 薬務局長時代にはHIV感染の危険があるにもかかわらず、非加熱製剤の輸入を継続した。結果としてエイズの感染を悪化させた。

## 退官後の職歴
- 全国社会保険協会連合会副理事長
- 社会保険診療報酬支払基金理事長
- 医薬品副作用被害救済・研究振興基金理事長
- 社会保険健康事業財団理事長
- 復光会 理事長

## 天下り
2007年6月1日の衆議院内閣委員会で、民主党の細野豪志議員が天下りに関して質問を行った。この中で、元社会保険庁長官の正木馨氏の天下りによる報酬と退職金が、合計で2億9000万円以上に上ることが明らかにされた。